# Rathausportal Düsseldorf

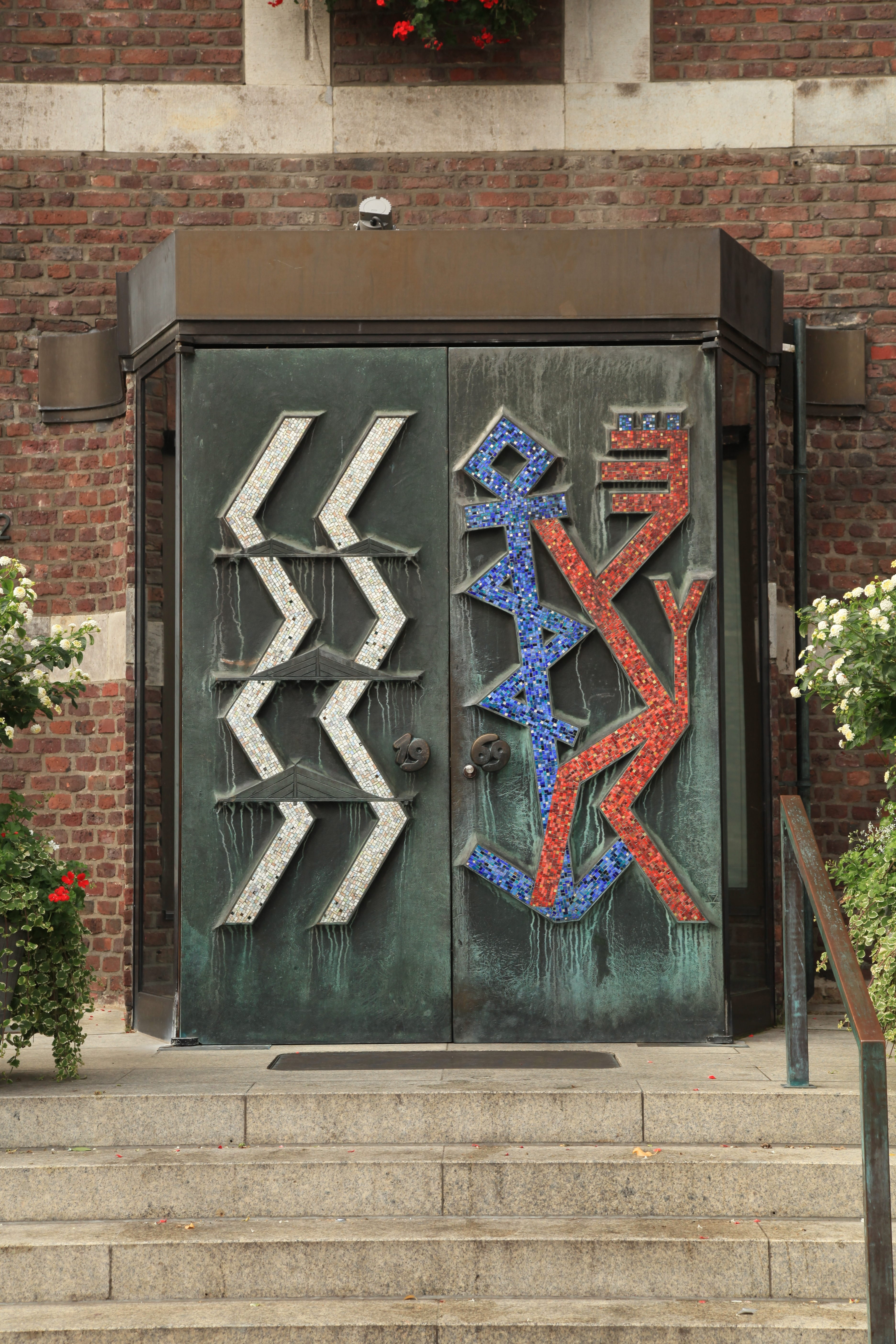
Rathausportal Düsseldorf, Foto 2012

Das Rathausportal Düsseldorf ist eine Plastik aus Bronze und farbigen Mosaiksteinen, die nach einem Entwurf von Zoltan Székessy in den Jahren 1968/1969 entstand. Sie ist als doppelflügelige Tür eines Vorbaus mit Freitreppe ausgebildet und dient als Entrée des Neuen Rathauses am Marktplatz in Düsseldorf.

## Geschichte
Zoltan Székessy, Träger des Cornelius-Preises der Stadt Düsseldorf (1938) und emeritierter Professor der Kunstakademie Düsseldorf (1964), erhielt Ende der 1960er Jahre von der Stadt Düsseldorf den Auftrag, das Eingangsportal des kriegsbeschädigten, entkernten und umgebauten Neuen Rathauses zu gestalten.
Sein Entwurf zeigt auf dem rechten Türblatt das Wappen Düsseldorfs, wobei er im Duktus der zeitgenössischen Abstrakten Kunst die Elemente des Stadtwappens – den Anker und den Bergischen Löwen – auf zickzackförmige breite Linien reduzierte. Ebenso verfuhr er mit der Darstellung des Rheins auf dem linken Türblatt, über dessen Linien – etwas gegenständlicher in Bronze ausgeführt – die Düsseldorfer Brückenfamilie zu erkennen ist. Im Zusammenklang symbolisieren die Darstellungen auf den Türflügeln das „alte Düsseldorf“ und das nach dem Krieg wiederaufgebaute „neue Düsseldorf“. Als Datum der Fertigstellung des Rathausumbaus und seines neuen Hauptportals verweisen Türknäufe mit den Zahlenpaaren „19“ und „69“ auf das Jahr 1969.
Nach der Ablieferung des Entwurfs erkrankte der Künstler. Zunächst erhielt dann Hermann Isenmann, künstlerisch-technischer Leiter der Gipswerkstatt der Kunstakademie Düsseldorf, den Auftrag, den Entwurf von Székessy auszuführen. Später übernahm Székessys Schüler Aloys Klingen (* 1930) die Arbeit und formte die Modellteile für den Bronzeguss nach Vorgaben seines Meisters, die dieser noch am Krankenbett gegeben hatte. Der Bronzeguss fand in der Kunstgießerei Schmäke in Düsseldorf-Oberbilk statt. Als die Entscheidung über die farbliche Gestaltung der Mosaike in den zackigen Linienelementen der Plastik anstand, war Székessy verstorben, ohne dafür Anweisungen erteilt zu haben. Hier sprang der Maler Bruno Goller ein und nahm die Auswahl für die Ausführung der Mosaikflächen vor. Die Setzung der Mosaike wurde in den Werkstätten Derix in Düsseldorf-Kaiserswerth vorgenommen.